# راني (ممثلة هندية)
راني (بالإنجليزية: Rani)‏ هي ممثلة هندية، ولدت في 1974.